# RNA聚合酶

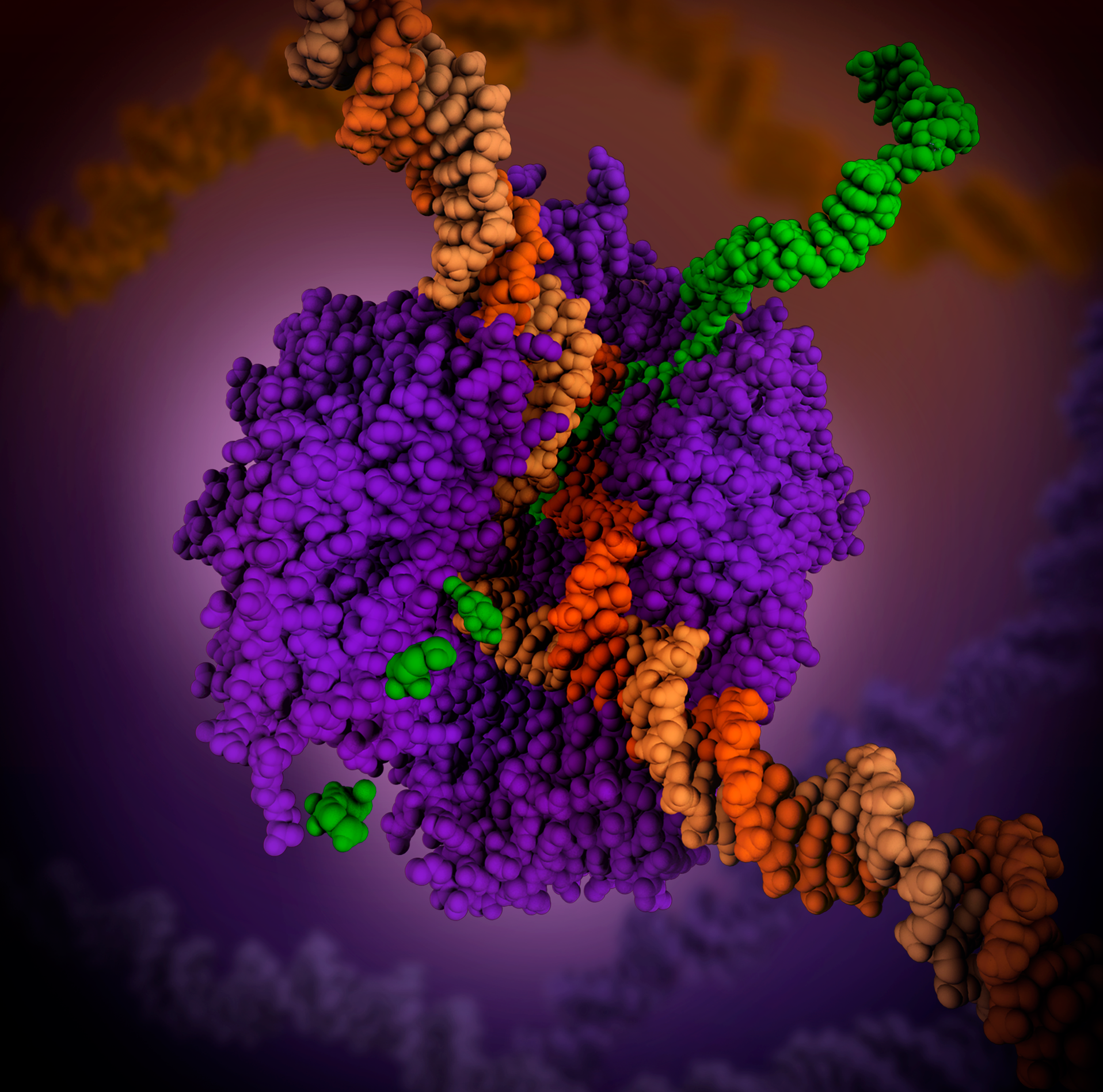
RNA 聚合酶（紫色）解開 DNA 雙螺旋並使用一條鏈（深橙色）作為模板來創建單鏈信使 RNA（綠色）

RNA聚合酶（RNA polymerase, 或 ，EC2.7.7.6）或核糖核酸聚合酶，精确称呼DNA依賴性RNA聚合酶，縮寫RNAP或 RNApol，是一種負責從DNA模板製造RNA的酶。
不使用解旋酶，RNA聚合酶自己包含解旋酶的功能，RNA聚合酶局部打開雙鏈 DNA，這樣暴露的核苷酸的一條鏈可以用作 RNA 合成的模板，這一過程稱為轉錄。 轉錄因子及其相關的轉錄介質複合體必須連接到稱為啟動子區的DNA結合位點，然後 RNAP 才能在該位置啟動 DNA 解旋。 RNAP 不僅啟動 RNA 轉錄，還引導核苷酸定位，促進附著和延伸，具有內在的校對和替換能力，以及終止識別能力。 在真核生物中，RNAP 可以構建長達 240 萬個核苷酸的鏈。
在科學上，RNA聚合酶是一個在RNA轉錄本3'端聚合核糖核苷酸的核苷轉移酶。RNA聚合酶是一種非常重要的酶，且可在所有生物、細胞及多種病毒中可見。

## 控制轉錄

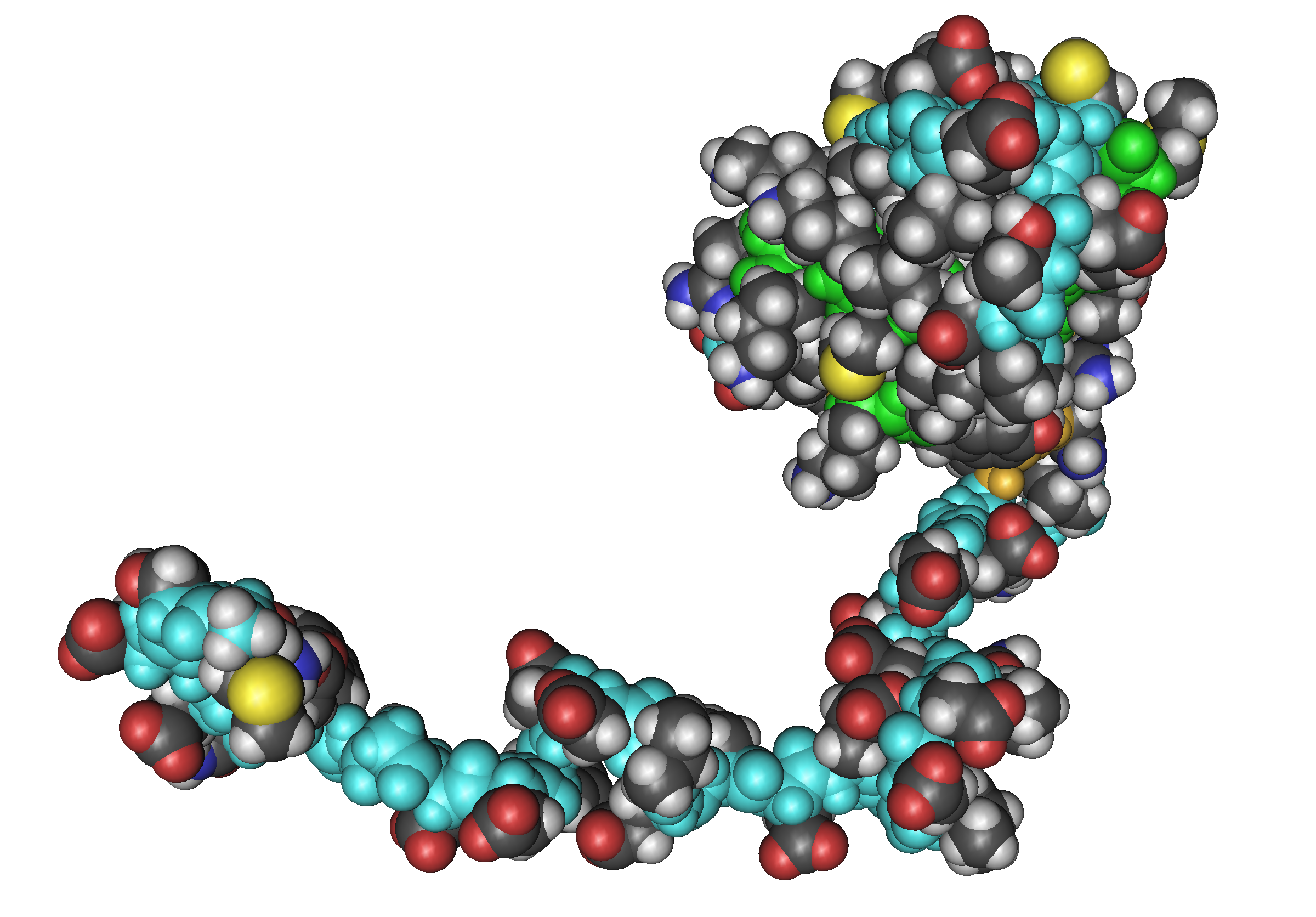
人類RNA聚合酶I、Ⅱ及Ⅲ的必要亞基

控制轉錄過程會影響基因表現的模式，並從而容許細胞適應不同的環境、執行生物內獨特的角色及維持生存所需的代謝過程。所以，RNA聚合酶是活動不單是複雜，而且是有高度規律的。在大腸桿菌中，已確認超過100個因子可以修飾RNA聚合酶的活動。
RNA聚合酶可以在特定的DNA序列，稱為啟動子發動轉錄。它繼而產生RNA鏈以補足DNA的模板股。並會加入核苷酸至RNA股，這個過程稱為「延伸」。在真核生物的RNA聚合酶可以建立一條長達240萬個核苷的鏈（等同於肌萎縮蛋白基因的總長度）。RNA聚合酶會優先在基因末端已編碼的DNA序列（稱為終止子）釋放它的RNA轉錄本。
核糖體會把一些RNA分子會作為蛋白質生物合成的模板。其他會摺疊成核酶或轉運RNA（tRNA）分子。第三種可能性是RNA分子會單純地用作控制調節將來的基因表現。（參考小干擾性RNA）
RNA聚合酶完成一個全新的合成。它能夠這樣造是因為它與起始的核苷酸獨特的相互作用，能把它牢牢地抓住，方便對進入的核苷酸進行化學攻擊。這種獨特的相互作用解釋了為何RNA聚合酶較喜歡以三磷酸腺苷（ATP）作為轉錄的開始，依次其次是三磷酸鳥苷（GTP）、三磷酸尿苷（UTP）及三磷酸胞苷（CTP）。與DNA聚合酶相反，RNA聚合酶包含了解旋酶的活動，所以無須另外的酶來捲開DNA。

## 細菌的RNA聚合酶
在細菌中，相同的酶催化三種RNA的合成：信使RNA（mRNA）、核糖體RNA（rRNA）及轉運RNA（tRNA）。 
RNA聚合酶是相對大的分子。核心酶有5個亞基（~400 kDa）：
- α2：這兩個α亞基組合成酶及辨認調節因子。每個亞基有兩個區，αC末端區及αN末端區，分別與啟動子結合及與聚合酶的其他部份結合。
- β：有著聚合酶的活動，負責催化RNA的合成。
- β'：與DNA結合。
- ω：還未清楚它的功能。但是它在恥垢分枝桿菌中似乎是提供保護功能予β'亞基。

為著與啟動子的特定區域結合，核心酶須有其他亞基，稱為σ。σ因子大大減低RNA聚合酶與非特定的DNA的關係，視乎σ因子本身而增加對某些啟動子區域的獨特性。所以完整的全酶有著6個亞基：α2、β、β'、σ及ω（~480 kDa）。RNA聚合酶的結構就有一個長約55Å（即5.5納米）的溝道及直徑為25Å（2.5納米）。這個溝道正好適合20Å（2納米）的DNA雙股。55Å的長度可以接受16核苷酸。
當不使用時，RNA聚合酶會與弱結合部位結合，等待活性啟動子的位點開啟並快速轉換。RNA聚合全酶所以在不使用時不是在細胞內自由浮動的。

## 真核生物的RNA聚合酶

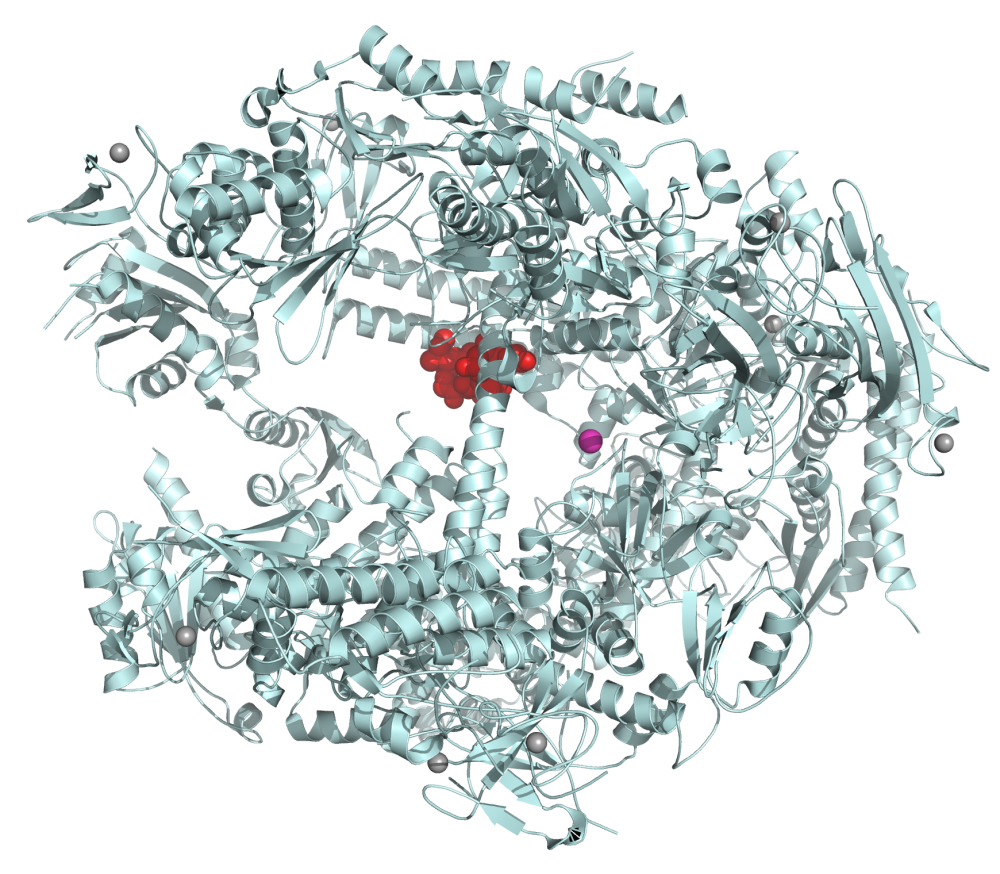
真核生物的RNA聚合酶II（淺藍色）與α-鵝膏蕈鹼（紅色）的複合物結構，α-鵝膏蕈鹼是毒鵝膏蘑菇中發現的一種強效毒藥，其作用靶向這種重要的酶.

真核生物有著幾種RNA聚合酶：
1. RNA聚合酶I（英语：RNA polymerase I）合成核糖體RNA（rRNA）前體45S，當成熟後會成為28S、18S及5.8S核糖體RNA，是將來核糖體的主要RNA部份。 [1]
2. RNA聚合酶II合成信使RNA（mRNA）的前體及大部份小核RNA（snRNA）以及微型RNA（microRNA）。[2]因為它在轉錄過程中需要多種轉錄因子才能與啟動子結合，所以這是現時最多研究的種類。
3. RNA聚合酶III合成轉運RNA（tRNAs）、rRNA 5S及其他可以在細胞核及原生質找到的細小的RNA。[3]
4. RNA聚合酶IV（英语：RNA polymerase IV）在植物中合成siRNA[4]
5. RNA聚合酶V合成參與植物中siRNA指導的異染色質形成的RNA。[5]

真核生物的葉綠體含有多亞基RNAP（「PEP，質體編碼聚合酶」）。由於其來源於細菌，PEP的組織類似於目前的細菌RNA聚合酶：它由質體上的 RPOA、RPOB、RPOC1 和RPOC2基因編碼，它們作為蛋白質形成PEP的核心亞基，分別命名為 α、β、β′和β″。與大腸桿菌中的RNA聚合酶類似，PEP需要σ因子 sigma (σ)因子來識別其啟動子，其中包含-10和-35基序。 儘管植物細胞器和細菌RNA聚合酶及其結構之間有許多共同之處，但PEP也需要與多種核編碼蛋白質（稱為PAP（PEP相關蛋白））結合，這些蛋白質形成與植物中的PEP複合物密切相關的必需成分。最初透過生化方法鑑定出一個由10種PAP組成的群組，後來擴展到12種PAP。
葉綠體也含有第二個在結構和機制上不相關的單一亞基RNAP（「核編碼聚合酶，NEP」）。真核生物的粒線體使用POLRMT（人類），一種細胞核編碼的單亞基RNAP。 這種噬菌體樣聚合酶在植物中稱為RpoT。

## 古菌的RNA聚合酶
古菌的RNA聚合酶只有一种(據推測可能多於一種)，负责所有RNA的合成。古菌RNA聚合酶在结构和催化机理上与都与细菌、真核生物的聚合酶类似，尤其类似于真核生物的RNA聚合酶Ⅱ。
古菌RNA聚合酶的研究开展较晚，第一项成果发表于1971年，當時從極端嗜鹽菌Halobacterium cutirubrum獲得的RNAP是被分離且純化的。
從硫磺礦硫化葉菌與芝田硫化葉菌取得的RNAP的晶體結構使得已確認古亞基總數達到13個。

## 病毒的RNA聚合酶

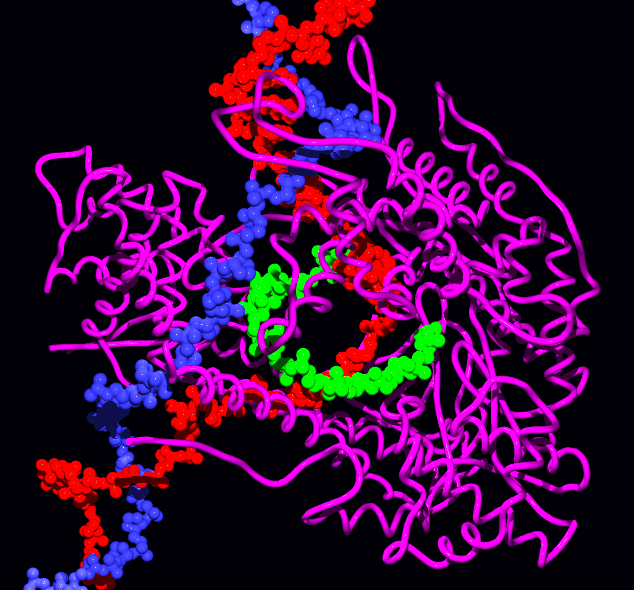
T7 RNA聚合酶從DNA模板產生mRNA（綠色）。此蛋白質顯示為紫色絲帶

很多病毒都有為RNA聚合酶編碼。相信最多研究的病毒RNA聚合酶是噬菌體T7。牠的RNA聚合酶是單一亞基的，與在粒線體及葉綠體所找到的RNA聚合酶相關，並且與DNA聚合酶同源。因此很多人相信大部份的病毒聚合酶是從DNA聚合酶演化而來，並不是直接與上述的多亞基聚合酶有所關聯。
病毒聚合酶是繁雜的，且包括一些形態可以使用RNA（而非DNA）作為模板。反鏈核糖核酸病毒及雙鏈核糖核酸病毒都是以雙股RNA形式生存。但是，有些正鏈核糖核酸病毒，如小兒麻痺病毒，亦包含這些RNA依賴性RNA聚合酶。

## 轉錄輔助因子
有部份蛋白質可以與RNA聚合酶結合，並修飾其活動。例如大腸桿菌的greA及greB可以促進RNA聚合酶劈開接近鏈末端RNA模板的能力。這可以奪回陷入了的聚合酶分子，並且可以校對RNA聚合酶偶然的錯誤。另一種輔助因子Mfd涉及在轉錄合併修復中，而其他輔助因子則都是負責調節作用，即幫助RNA聚合酶選擇是否表現某些基因。

## 歷史
RNA聚合酶是於1960年分別由Charles Loe, Audrey Stevens及霍維茲(Jerard Hurwitz)各自獨立發現。但在此之前，於1959年，諾貝爾醫學獎的一半已頒發給了塞韋羅·奧喬亞（Severo Ochoa），以表彰他發現了人們當時認為是RNA聚合酶的物質，但實際上卻是核糖核酸酶。

## 纯化
RNA聚合酶可以用以下方式纯化：
- 用色谱柱
- 用磷酸纖維素柱層析
- 用甘油梯度離心
- 用DNA柱層析
- 用离子色谱柱
- 一併使用磷酸纖維素柱層析加上DNA柱層析

## 外部連結
- DNAi（页面存档备份，存于）
- 醫學主題詞表（MeSH）：RNA+Polymerase
- EC 2.7.7.6
- RNA Polymerase - Synthesis RNA from DNA Template
- （英文）來自EM資料庫(EMDB)的RNA聚合酶3D大分子結構（页面存档备份，存于）

此条目包含有源于Pfam以及InterPro的属于公有领域的文本 IPR011773